# Викторин Младший
Марк Пиавоний Викторин (лат. Marcus Piavonius Victorinus), также известный как Викторин Младший, — предположительно галльский император в 271 году.
Викторин Младший был сыном Викторина, императора Галльской империи, и внуком Виктории. Его мать неизвестна. После убийства Викторина в 271 году, Викторина Младшего провозгласили императором по желанию его бабки, однако сразу же он погиб от рук разъяренных солдат в Колонии Агриппине (современный Кёльн).